# Myrmarachne orientales
Myrmarachne orientales este o specie de păianjeni din genul Myrmarachne, familia Salticidae, descrisă de Tikader, 1973. Conform Catalogue of Life specia Myrmarachne orientales nu are subspecii cunoscute.